# Marianna Sirca
Marianna Sirca è un romanzo scritto da Grazia Deledda e pubblicato per la prima volta a puntate nel 1915 sulle pagine de La Lettura, mensile del Corriere della Sera. È il primo dei romanzi di quella che si può considerare una vera e propria trilogia che comprende L'incendio nell'oliveto e si conclude con La madre. I protagonisti sono Marianna Sirca, una giovane di origini modeste, arricchitasi dopo aver ereditato il patrimonio di un suo zio prete a cui faceva la serva, e il bandito Simone Sole.

## Trama
Marianna Sirca, subito dopo la morte di un suo vecchio zio prete, che ha assistito per anni e dal quale ha ereditato un patrimonio, va a trascorrere alcuni giorni in una casa colonica adesso di sua proprietà nella Serra di Nuoro, tra il territorio di Nuoro e quello di Orune. Qui rivede i luoghi e le persone della sua infanzia tra cui Sebastiano, suo cugino, e suo padre, Berte Sirca, un pastore che era rimasto per anni quasi al servizio del fratello prete. Rivede anche un servo che aveva conosciuto durante la sua infanzia, Simone Sole, ora divenuto un bandito. 
Nonostante la differenza di status sociale, Marianna e Simone si innamorano. Marianna chiede però a Simone di costituirsi per scontare la sua pena e poter successivamente vivere felici insieme. Il bandito glielo promette e parte, promettendole di ripresentarsi da lei prima di Natale.
Marianna ritorna alla sua casa in città, a Nuoro. Simone nel frattempo, anche se non può muoversi liberamente essendo un bandito ricercato, trova un prete per le nozze. Tuttavia, è ancora combattuto riguardo alla scelta di sposare Marianna. In parte perché le proprietà sue e di Marianna sono sorvegliate dalla giustizia alla ricerca di Simone e quindi non vuole causare dei problemi a Marianna;  in parte anche perché sente ancora la differenza sociale tra lui e Marianna, che ormai è diventata signora e padrona delle proprietà dello zio. Inoltre, sotto influenza del famoso bandito Bantine Fera, non vuole addolcirsi e legarsi in matrimonio rinunciando così alla vita di libertà guadagnata, anche se da bandito, insieme al fedele amico e compagno Costantino Moro.
Un giorno però è proprio Costantino ad andare a trovare Marianna, tornata nella casa in campagna del padre, e le spiega la situazione di Simone. Ciò causa la rottura tra i due amanti, fino al punto che Marianna definisce Simone "vile", una cosa che lui non può accettare. Mentre Costantino parla con Marianna arriva anche il cugino di Marianna, Sebastiano, a cui mai era piaciuta la travagliata storia d'amore della cugina col bandito. Sebastiano dice a Costantino di riferire a Simone che se si avvicinerà un'altra volta alla Serra lui l'ucciderà. La notte stessa Simone si reca da Marianna, arrabbiato per l'insulto di Marianna ma allo stesso tempo ancora innamorato di lei. Dopo una discussione Simone va via, ma nel bosco viene ucciso da Sebastiano come quest'ultimo aveva minacciato di fare. 
Marianna tempo dopo si sposa con un giovane di una famiglia ricca di Bitti, i cui occhi le ricordano quelli del suo amato Simone Sole.

## Personaggi
Marianna Sirca
Marianna Sirca è la protagonista della vicenda. È una donna di modeste origini e molto forte. Dopo aver ereditato il patrimonio dello zio prete e aver raggiunto una stabilità socio-economica, è padrona di sé stessa. L'unica cosa che le manca nella vita è l'amore di qualcuno, ma essendo all'apparenza pallida, chiusa in sé stessa e indifferente a chiunque le si presenti davanti mette timore a ogni uomo nonostante la sua bellezza. Solo quando rientra nella sua vita il suo vecchio servo Simone Sole ricomincia ad aprirsi e ad amare di nuovo.
Simone Sole
Simone è il coprotagonista della storia. È giovane e bello, con uno sguardo metallico e profondo. Vive di piccole rapine ai margini di un mondo fatto di efferati fuorilegge; è molto orgoglioso ma fondamentalmente buono. Inizialmente è un uomo forte, anche lui è stato servo in passato come Marianna e non giocherebbe la sua libertà per nulla al mondo. Sarà l'arrivo di Marianna a far vacillare la volontà del bandito e a far risvegliare anche in lui il diritto all'amore.
Berte Sirca
Berte Sirca è il padre di Marianna. È un semplice uomo di campagna, dove ha lavorato per tutta una vita; ha poche pretese ma resterà sempre buono e fedele alla figlia. Credente ma non praticante, passa la sua vita con il servo a occuparsi della Serra di Nuoro ormai posseduta da Marianna.
Costantino Moro
Fedele compagno di bravate di Simone Sole, Costantino è anche il suo migliore amico. È fedele al suo amico, tanto da dirgli sempre la verità nonostante sia un po' più timido e pauroso di Simone; sarà lui ad andare a parlare per conto suo a Marianna. Nonostante la grande amicizia, Costantino è un po' geloso di Simone, tanto da essere preoccupato che qualcuno allontani da lui il suo migliore amico,
Sebastiano Sirca
Cugino di Marianna, è un uomo alla vecchia maniera, molto attaccato ai discorsi di onore e famiglia e da sempre innamorato di Marianna.
Fidela
Serva di Marianna, ha avuto un trauma in passato a causa di un'irruzione di banditi in un'altra casa in cui faceva la serva.

## Ambientazione
La narrazione si svolge in un periodo storico imprecisato, ma vicino a quello in cui è stata scritta l'opera (1900-1915). 
La trama del romanzo si svolge prevalentemente nella casa signorile situata a Nuoro e nella tanca dello zio prete nelle campagne di Nuoro.

## Interpretazioni critiche
C'è sempre stata polemica sul rapporto tra Grazia Deledda e il verismo e anche in questo romanzo si possono trovare sia somiglianze sia differenze rispetto alla narrativa verista. Tra le somiglianze si colloca il fatto che la Sardegna descritta non è miticizzata e i personaggi hanno piena coscienza di sé e della situazione sociale e storica in cui si trovano. Inoltre, come nei veristi, anche nei romanzi di Grazia Deledda, inclusa Marianna Sirca, si trova la figura dei vinti. Tuttavia, nei vinti veristi i tentativi di miglioramento sociale si traducono in fallimenti per l'impotenza a scardinare i rapporti di subordinazione, mentre in quelli di Grazia Deledda il desiderio di ribellione si traduce in passioni impossibili, in un conflitto di coscienza tra regole sociali e costituite, tradizione e voglia di trasgressione.
Nonostante l'opera sia stata pubblicata in periodo di guerra, quest'ultima non viene mai menzionata dall'autrice in quanto per lei la vera guerra resta quella interiore, cioè uno scontro tra anime travagliate o nella difesa del diritto all'amore o nella conservazione dello status sociale. L'autrice dà pieno sviluppo alla rappresentazione del dramma esistenziale, vissuto in particolare dalla figura femminile. La donna infatti svolge un duplice ruolo: rappresenta il nume tutelare della casa e dell'ordine sociale, ma incarna anche l'amore come forza dirompente che stravolge tutte le difese della ragione. 
In questo romanzo l'autrice dà spazio a un impetuoso lirismo e a un minuzioso descrittivismo di stampo ottocentesco.
Nel racconto, l'autrice presenta in modo originale anche la figura del bandito nella società sarda, romanticizzando Simone Sole. Infatti quest'ultimo è diventato un bandito solo per essere libero e poter aiutare la famiglia: tra i suoi tratti spiccano una gentilezza e una fanciullezza sicuramente non degne di un fuorilegge. Tuttavia, "appunto questo è lo scopo polemico cui il romanzo risponde: deprimere il mito del brigante, come emblema di un'energia maschile superiore alla norma dell'umanità comune, per esaltare le risorse di consapevolezza eroica custodite da una figura di donna".
Un altro tratto distintivo del romanzo, e anche dell'opera di Grazia Deledda in generale, è il suo fatale pessimismo. Infatti il tentativo di emancipazione di Marianna Sirca fallisce in quanto accetta di sposare un uomo della sua stessa classe sociale e il tentativo di espandere liberamente i propri sentimenti è soverchiato "da norme di convenienza che recano il segno di un utilitarismo classista".

## Rielaborazioni
Il romanzo verrà ripreso da Aldo Vergano che ne farà una libera riduzione nel suo film Amore rosso - Marianna Sirca nel 1952.

## Edizioni
- Grazia Deledda, Marianna Sirca, Milano, Fratelli Treves, 1915.
- Grazia Deledda, Marianna Sirca, Newton Compton editori, 1993.
- Grazia Deledda, Marianna Sirca, collana La Biblioteca dell'identità, Cagliari, L'Unione Sarda - Arnoldo Mondadori Editore, 2003.